# Liangshan, Sichuan
Liangshan är en prefektur för yi-folket i Sichuan-provinsen i sydvästra  Kina. Området har en hankinesisk befolkningsmajoritet, men är centrum för yi-folkets kultur och dialekten av yi-språket som talas där är grunden för den standardiserade yi-skriften.
I prefekturen är bland annat Xichangs satellituppskjutningscenter beläget.

## Administrativ indelning
Liangshan indelas i en stad på häradsnivå, 15 härad och ett autonomt härad:
| Karta | Karta                                | Karta           | Karta                 | Karta              | Karta             | Karta      | Karta                     |
| ----- | ------------------------------------ | --------------- | --------------------- | ------------------ | ----------------- | ---------- | ------------------------- |
|       |                                      |                 |                       |                    |                   |            |                           |
| Nr    | Namn                                 | Hanzi           | Hanyu Pinyin          | Yi                 | Befolkning (2010) | Area (km²) | Befolknings täthet (/km²) |
| 1     | Xichangs stad                        | 西昌市          | Xīchāng shì           | ꀒꎂꏃ             | 712 434           | 2 655      | 268                       |
| 2     | Yanyuan härad                        | 盐源县          | Yányuán xiàn          | ꋂꂿꑤ             | 350 176           | 8 388      | 42                        |
| 3     | Dechang härad                        | 德昌县          | Déchāng xiàn          | ꄓꍣꑤ             | 214 405           | 2 284      | 94                        |
| 4     | Huili härad                          | 会理县          | Huìlǐ xiàn            | ꑌꄷꑤ             | 430 066           | 4 527      | 95                        |
| 5     | Huidong härad                        | 会东县          | Huìdōng xiàn          | ꉼꄏꑤ             | 362 944           | 3 227      | 112                       |
| 6     | Ningnan härad                        | 宁南县          | Níngnán xiàn          | ꆀꆆꑤ             | 170 673           | 1 667      | 102                       |
| 7     | Puge härad                           | 普格县          | Pǔgé xiàn             | ꁌꐭꑤ             | 155 740           | 1 905      | 82                        |
| 8     | Butuo härad                          | 布拖县          | Bùtuō xiàn            | ꀭꄮꑤ             | 160 151           | 1 685      | 95                        |
| 9     | Jinyang härad                        | 金阳县          | Jīnyáng xiàn          | ꏁꇉꑤ             | 165 121           | 1 587      | 104                       |
| 10    | Zhaojue härad                        | 昭觉县          | Zhāojué xiàn          | ꏪꐦꑤ             | 251 836           | 2 699      | 93                        |
| 11    | Xide härad                           | 喜德县          | Xǐdé xiàn             | ꑝꅇꑤ             | 165 906           | 2 206      | 75                        |
| 12    | Mianning härad                       | 冕宁县          | Miǎnníng xiàn         | ꍿꆈꑤ             | 351 245           | 4 423      | 79                        |
| 13    | Yuexi härad                          | 越西县          | Yuèxī xiàn            | ꃺꄧꑤ             | 269 896           | 2 257      | 120                       |
| 14    | Ganluo härad                         | 甘洛县          | Gānluò xiàn           | ꇤꇉꑤ             | 195 100           | 2 156      | 90                        |
| 15    | Meigu härad                          | 美姑县          | Měigū xiàn            | ꂿꈬꑤ             | 221 505           | 2 573      | 86                        |
| 16    | Leibo härad                          | 雷波县          | Léibō xiàn            | ꃀꁧꑤ             | 223 885           | 2 932      | 76                        |
| 17    | Den autonoma tibetanska häraden Muli | 木里藏族 自治县 | Mùlǐ Zàngzú Zìzhìxiàn | ꃆꆹꀒꋤꊨꏦꏱꅉꑤ | 131 726           | 13 252     | 10                        |